# Famke Janssen
Famke Beumer Janssen (ur. 5 listopada 1964 w Amstelveen) – holenderska aktorka i modelka.
W rodzinnym mieście pracowała jako modelka, studiując jednocześnie ekonomię. W roku 1984 wyjechała do Nowego Jorku, przerywając studia. Tam pracowała dla agencji Elite i studiowała literaturę angielską na Columbia University. Harold Guskin udzielał jej lekcji aktorstwa, a po przeprowadzce do Los Angeles jej nauczycielem był Roy London.

## Filmografia
- Ojcowie i synowie(inne języki) (Fathers & Sons, 1992) jako Kyle Christian
- Star Trek: Następne pokolenie (Star Trek: The Next Generation, 1992) jako Kamala (gościnnie)
- Modelka (Model by Day, 1993) jako Lady X
- Melrose Place (1994) jako Diane Adamson (gościnnie)
- Nietykalni (The Untouchables, 1994) jako Cleo (gościnnie)
- Bezlitosny 4(inne języki) (Relentless IV: Ashes to Ashes, 1994) jako dr Sara Lee Jaffee
- Władca iluzji(inne języki) (Lord of Illusions, 1995) jako Dorothea Swann
- GoldenEye (1995) jako Xenia Onatopp
- Martwa dziewczyna (Dead Girl, (1996) jako Treasure
- Przeklęte ulice(inne języki) (City of Industry, 1997) jako Rachel Montana
- Pętla(inne języki) (Snitch, 1998) jako Katy
- Fałszywa ofiara (The Gingerbread man, 1998) jako Leeanne Magruder
- Śmiertelny rejs (Deep Rising, 1998) jako Trillian St. James
- Złodziej prędkości(inne języki) (RPM, 1998) jako Claudia Haggs
- Hazardziści (Rounders, 1998) jako Petra
- Celebrity (1998) jako Bonnie
- Przygody Sebastiana Cole (The Adventures of Sebastian Cole, 1998) jako Fiona
- Oni (The Faculty, 1998) jako Elizabeth Burke
- Dom na Przeklętym Wzgórzu (House on Haunted Hill, 1999) jako Evelyn Stockard-Price
- Miłość i seks (Love & Sex, 2000) jako Kate Welles
- Oszustwo(inne języki) (Circus, 2000) jako Lily
- X-Men (2000) jako Jean Grey
- Ally McBeal (2000, 2001) jako Jamie (gościnnie)
- Zrobione! (Made, 2001) jako Jessica
- Nikomu ani słowa (Don't Say a Word, 2001) jako Aggie Conrad
- Ja, szpieg (I Spy, 2002) jako Rachel
- X-Men 2 (X2, 2003) jako Jean Grey
- Epitafium(inne języki) (Eulogy, 2004) jako Judy Arnolds
- Bez skazy (Nip/Tuck, 2004–2005, 2010) jako Ava Moore (gościnnie)
- Siła strachu (Hide and Seek, 2005) jako Katherine
- Recepta na miłość(inne języki) (The Treatment, 2006) jako Allegra Marshall
- X-Men: Ostatni bastion (X-Men: The Last Stand, 2006) jako Jean Grey / Dark Phoenix
- Jak złamać 10 przykazań (The Ten, 2007) jako Gretchen Reigert
- Pod prąd(inne języki) (Turn the River, 2007) jako Kailey
- Alibi (Winters, 2007) jako Christie Winters
- The Wackness (2008) jako pani Squires
- Uprowadzona (Taken, 2008) jako Lenore
- Domowe piekło (100 Feet, 2008) jako Marnie Watson
- Puppy Love (2008) jako Maya
- The Farm (2009) jako Valentina Galindo
- The Chameleon (2010) jako Jennifer Johnson
- Down the Shore (2011) jako Mary
- Bringing Up Bobby (2011) – scenariusz, reżyseria, produkcja
- Uprowadzona 2 (Taken 2, 2012) jako Lenore
- Hansel i Gretel: Łowcy czarownic (Hansel and Gretel: Witch Hunters, 2013) jako Muriel
- Wolverine (The Wolverine, 2013) jako Jean Grey
- In the Woods (2013)
- Hemlock Grove (2013–2014) jako Olivia Godfrey
- Serce do walki (A Fighting Man, 2014) jako Diane Schuler
- Unity; film dokumentalny (2014), głos
- X-Men: Przeszłość, która nadejdzie (X-Men: Days of Future Past, 2014) jako Jean Grey
- Uprowadzona 3 (Taken 3, 2014) jako Lenore St. John